# 2021年8月中国大陆

## 8月1日
- 即日起高中階段進行軍事訓練教學[1]。
- 《軍人地位和權益保障法》即日起實施，是中國立法史上首次為一個群體確定法律地位[2]。
- 2021年下半年徵兵體檢工作全面展開[3]。
- 因應2019冠狀病毒病本土疫情延燒，湖南張家界實施封城措施，全市實行禁足令及交通管制[4]。
- 中国选手苏炳添在2020东京奥运男子100米跑半决赛以9秒83的成绩打破亚洲纪录，成功晋级决赛。成为电子计时时代第一位闯入奥运百米决赛的亚洲选手[5]。
- 臺灣女藝人小S（徐熙娣）在社交平台將參加東京奧運會的臺灣選手稱作「國手」，引發大陸輿論不滿，多個品牌隨即與其解約。[6]
- 重慶大學一董姓女副教授墜亡，經查為自主高墜，據稱「未發現其遺書所反映問題」[7]，惟引發網友質疑[8]。
- 21時許，雲南普洱「8·01」事故導致6人被困垃圾填埋場，當中5人死亡[9]。

## 8月2日
- 武漢市自2020年6月「清零」以來首次出現2019冠狀病毒病本土案例，同日中共湖北省委書記應勇要求全省儘快進入戰時狀態[10]。
- 爲期兩天的2021全球數字經濟大會在北京開幕[11]。
- 據報中國政府在5月秘密發布了採購指引，要求包括X光機和磁共振成像設備在內的數百個項目的國產化率最高達到100%[12]。
- 廣電總局開展網絡綜藝節目專項排查整治，將嚴格控制偶像養成類節目[13]。
- 马薇薇、六六的微博被屏蔽，因曾就吴亦凡事件发表不当言论。[14]

## 8月3日
- 國務院印發《全民健身計劃（2021－2025年）》 ，目標到2025年全國體育產業總規模達到5萬億元[15]。
- 中國官媒經濟參考報刊文批評網絡遊戲是「精神鴉片」，同日此文先後被刪除和重刊並移除「鴉片」「電子毒品」等詞，相關網絡遊戲商之股價受到影響[16]。
- 上海市教委響應「雙減」政策，要求禁止任何形式的學科統考，小學期末考試不再考英文科，同時將習近平思想讀本列爲中小學必修內容[17]。
- 中共中央網信辦要求各網站取消誘導粉絲應援打榜的產品功能。[18]
- 國務委員兼外長王毅以視頻方式出席中國—東盟（10+1）外長會。[19]
- 國際奧林匹克委員會就兩名中國自行車運動員戴著毛澤東像章站上東京奧運頒獎台一事，要求中國奧委會提交報告[20]。

## 8月4日
- 中共中央總書記習近平同土耳其總統雷傑普·埃爾多安就中土建交50周年互致賀電[21]。
- 教育部等九部門啟動「優師計劃」，為中西部欠發達地區定向培養師範生[22]。
- 19時12分，廣西百色市德保縣發生4.8級地震，震源深度10千米[23]。
- 山東蘭考縣梅毒男与智障女子9孩案曝光，中國現行法律對於該男是否構成強姦「尚無明確規定」[24]。

## 8月5日
- 中共中央總書記習近平向新冠疫苗合作國際論壇首次會議發表書面致辭[25]。
- 中國在太原衛星發射中心用長征六號運載火箭，成功將多媒體貝塔試驗A/B衛星送入預定軌道[26]。
- 安徽含山執法人員以違反防疫拒不開門爲由「踹門查補課」引發熱議，2人因處理方式簡單粗暴且未戴口罩被處理[27]。
- 11時許，颱風「盧碧」在汕頭市南澳縣沿海登陸，核心影響區域包括廣東、福建、台灣以及浙江[28]。
- 拜登政府任內首度對台軍售，總價值約7.5億美元，中國政府對此表示堅決反對，已向美方提出嚴正交涉[29]。
- 中國外交部對英國廣播公司對中國的河南水災報導提出嚴正交涉[30]。
- 湖南湘西高新區一工地發生邊坡坍塌，造成4人死亡[31]。

## 8月6日
- 中共中央宣傳部、中共中央網信辦、最高人民法院等10個部門，部署打擊新聞敲詐和假新聞專項行動[32]。
- 中國在西昌衛星發射中心用長征三號乙運載火箭，成功將中星2E衛星發射升空並進入預定軌道[33]。
- 中國互聯網公司騰訊遭到司法訴訟，其旗下微信產品被指侵犯未成年人合法權益[34]。

## 8月7日
- 山西和順至河北邢台鐵路全線貫通[35]。
- 阿里巴巴员工被领导强奸案發酵，CEO張勇同日道歉[36]。
- 巴西男足運動員在東京奧運會男足決賽頒獎儀式上仍穿着比賽時的Nike球衣，並集體將中國品牌「匹克」贊助的官方領獎服綁在腰上，匹克次日就此發聲明稱，已就事件通過巴西奧委會交涉。[37]
- 晚間，廣東東莞一男子在公交車上行凶，導致2人死亡、3人受傷。[38]

## 8月8日
- 中國航天員聶海勝、劉伯明、湯洪波從太空發回2020東京奧運觀賽感受[39]。
- 滴滴出行前女員工控訴2020年7月在公司飯局被侵犯，告知公司後反被開除，而江蘇興化市公安局不予立案[40][41]。
- 即日起湖北省連日暴雨成災，最少101.37萬人受災，其中隨縣柳林鎮已有21人死亡、4人失蹤[42]。
- 黑龍江哈爾濱一辦公樓樓頂坍塌，共致4人死亡、7人受傷[43]。

## 8月9日
- 中國外交部宣布召回中國駐立陶宛大使，原因是立陶宛「允許台灣當局以『台灣』名義設立代表處」[44]。
- 北京市教委印發《北京市中小學教材管理辦法》，禁止義務教育學校使用境外教材[45]。
- 中俄兩國「西部·聯合-2021」演習在寧夏某合同戰術訓練基地正式開始[46]。
- 《“美國第一”？！美國抗疫真相》智庫研究報告在北京發布[47]。
- 新疆阿圖什市發生4.8級地震，震源深度15千米，鐵路部門叫停區段內旅客列車[48]。
- 廣西北海市海域發生一起排筏側翻事件，造成8人死亡、13人受傷[49]。

## 8月10日
- 中國官媒早前一篇有關「瑞士生物學家威爾遜·愛德華兹」的報道[50]被瑞士駐華大使館發文闢謠，澄清其為假新聞[51]。
- 中國文旅部宣布將建立全國卡拉OK音樂違規曲目清單制度，以維護國家文化安全和意識形態安全，自2021年10月1日起實施[52]。
- 加拿大公民謝倫伯格被控在中國走私毒品案二審駁回上訴，維持死刑原判，加拿大強烈譴責判決。[53]

## 8月11日
- 中共中央、國務院印發了《法治政府建設實施綱要（2021-2025年）》，並發出通知[54]。
- 中國女排隊長朱婷在社交平台表示就近期有網友在網上虛構有關她的謠言、故意抹黑，已報案請求追究刑事責任。[55]
- 江西豐城一教師因涉疫情言論被警方行拘15日，引發爭議[56]。
- 青海果洛州瑪多縣發生4.7級地震，震源深度11千米[57]。
- 一架波音737 MAX測試機在上海浦東國際機場完成試飛[58]。

## 8月12日
- 國務院發表《全面建成小康社會》白皮書，稱其是世界人權事業發展史上的重要里程碑。[59]
- 中國新任駐美國大使秦剛與美國副國務卿舍曼會面。[60]
- 消息指英語培訓機構華爾街英語即將宣布破產，消息一出有大量員工提出離職，有員工透露該公司此前已經拖欠員工三個月工資。[61]
- 山西省文水縣發生疑似皮膚炭疽疫情，9人出現感染症狀被隔離治療。[62]

## 8月13日
- 內地藝人張哲瀚因在日本靖國神社前拍照的相片曝光而道歉，但仍引發網友批評，更被多家官媒點名指摘，其20多個代言全數被解除[63]。
- 湖南省嶽陽市發布全國首個樓市「限跌令」，規定價格跌幅不得超過15%。[64]
- 中國上海證券監管部門宣布對近20家科創版網下投資機構違規報價行為作出處罰[65]。
- 中國外交官在病毒溯源外國使節吹風會上表示，有70多國表示支持中國和世衛組織發表的病毒溯源報告，指控世衛將溯源問題「政治化」，但該指控已被世衛否認[66]。
- 針對近期約5萬個中國賣家因違規索取好評被亞馬遜公司封店造成巨額損失，深圳市商務局召開會議商討對策。[67]
- 北京海淀區鐵路橋因強降雨導致嚴重積水，2名駕車涉水被困的民衆因搶救無效不幸遇難。[68]
- 雲南麗江麗寧公路發生車禍，造成4人遇難、2人受傷。[69]

## 8月14日
- 中國教育部終止286個本科及以上層次中外合作辦學機構及項目。[70][71]
- 中國新上市的智克威得疫苗於廣州開始施打，需打3針，據稱可有效對抗Delta病毒。[72]
- 福建漳州發生海灘落水事故，造成11人死亡，6人獲救。[73]
- 青海省海北州剛察縣柴達爾煤礦發生泥漿崩塌事故，救援30天後證實19名被困工人全部遇難。[74]

## 8月15日
- 就防疫醫生張文宏博士論文被舉報一事，上海復旦大學回應稱收到舉報並已啟動調查。[75]
- 香港民陣宣布解散之際，中國官媒援引「香港社會各界及輿論」稱民陣垮台是民心所向，並表示要「除惡務盡、鏟除禍根」，徹底調查其「累累惡行」。[76][77]
- 江西省率先響應三孩政策，在全省範圍內開放2021年5月31日之後生育第三個子女的夫妻進行三孩生育登記。[78]

## 8月16日
- 中國外交部就阿富汗局勢出現巨變，表示尊重阿富汗人民的意願和選擇，並期待阿富汗塔利班落實表態，實現和平過渡。[79]
- 北京市朝陽區人民檢察院通報，經依法審查，對犯罪嫌疑人吳亦凡以涉嫌強姦罪批准逮捕。[80]
- 官媒央視網在微博上傳題為「60秒了解塔利班的前世今生」的影片，引發網絡輿論爭議，影片隨後下架。[81]
- 中共中央網信辦等五部門發布《汽車數據安全管理若干規定（試行）》，禁止汽車數據處理者違規向境外提供重要數據。[82][83]

## 8月17日
- 中共中央總書記習近平主持中央財經委員會會議時，強調促進「共同富裕」，並構建「三次分配」的制度安排。[84]
- 北京市要求所有校外培训机构建立党组织。[85]
- 國家市場監督管理總局發布《禁止網絡不正當競爭行為規定（公開徵求意見稿）》。[86]
- 中國人民解放軍在台灣西南、東南等周邊海空域舉行實兵演練，稱這次軍演是「對外部勢力干涉和台獨勢力挑釁的嚴正回應」。[87]
- 國家發展和改革委員會稱目前全國節能形勢嚴峻，10個省的能耗強度降低率未達標，有9個省區能耗強度不降反升。[88]
- 十天高速安康段發生一起交通事故，造成5人死亡、3人受傷。[89]
- 河北青龍縣龍王廟鄉發生一起交通事故，造成5人死亡、多人受傷。[90]

## 8月18日
- 工信部通報騰訊及阿里巴巴旗下、愛奇藝等43款應用程式違規調用通信錄等，中國科技股連帶香港恆指下挫。[91]
- 衡水中學校長郗會鎖之子郗某某赴西藏報名高考被指「高考移民」。西藏教育考試院稱，郗某某戶籍在藏但其父援藏未滿三年，已取消其報考資格。[92]
- 第一批政法隊伍教育整頓和“回頭看”結束，近2萬名幹警向紀委監委投案。 [93]
- 交通運輸部將設定網約車平台抽成比例上限。[94]
- 國務院總理李克強到河南鄭州、新鄉等地視察早前洪災災情，強調要汲取教訓，對失職瀆職問責追責。[95]

## 8月19日
- 慶祝西藏和平解放70週年大會在拉薩布達拉宮廣場舉行。[96]
- 國家知識產權局就奧運健兒全紅嬋、楊倩、陳夢等人的姓名被惡意申請商標一事發布通告，依法駁回有關商標註冊申請109件，並對有關搶注行為予以譴責。[97]
- 寧夏清水營煤礦發生冒頂事故，被困4人成功升井。[98]

## 8月20日
- 人口與計劃生育法完成修改，法律保障實施三孩生育政策及配套支持措施。[99]
- 全國人大常委會會議公布人事案，因2019冠狀病毒病疫情爆發而下台的前中共湖北省委書記蔣超良，被任命為全國人大農業與農村委員會副主任委員。[100][101]
- 《中華人民共和國個人信息保護法》通過，自2021年11月1日起實施。[102]
- 中國公民自7月以來再度於巴基斯坦遭遇自殺式襲擊，俾路支解放軍聲稱對爆炸事件負責。[103]
- 中國國際電視台（CGTN）英語電視頻道在英國落地復播。[104]

## 8月21日
- 中共浙江省委常委、杭州市委書記周江勇涉嫌嚴重違紀違法受查。[105]
- 國內自媒體大V「盧克文」在多個平台發布《塔利班傳》一文，當中對恐怖分子頭目本·拉登的積極評價引起網友批評。盧克文翌日向公眾道歉，並表示自己的言論「不嚴謹」。[106]
- 7時許，一名河南22歲女子在西藏109國道徒步直播時意外捲入車底身亡。[107]
- 10時20分，貴州畢節發生4.5級地震，造成至少60戶民房受損，轉移安置群眾400餘名。[108]

## 8月22日
- 中國人民解放軍向緬甸國防軍援助的一批2019冠狀病毒病疫苗交付緬方。[109]

## 8月23日
- 中共中央總書記習近平前往河北承德進行一連兩日的考察。[110]
- 上海復旦大學就抗疫專家張文宏被指博士論文涉嫌抄襲一事公布調查結果，認定其論文符合當年博士學位論文的要求，不構成學術不端或學術不當行為。[111]
- 遼寧省政協原副主席薛恆涉嫌嚴重違紀違法，主動投案受查。[112]
- 8月20日出道的偶像組合「天府少年團」平均年齡只有8歲，被中國官媒批評是偶像低齡化[113]。次日，該組合更名為「熊貓少兒藝術團」，後於當晚宣佈解散，成都市教育局表示高度關注[114]。
- 山西省司法行政网发布了《山西省殡葬管理条例（草案）（征求意见稿）》，拟禁止生产和销售冥币等封建迷信丧葬用品引发争议。[115]
- 新浪微博宣布對發布時政有害信息的145個頭部賬號採取了禁言、關閉賬號等處置措施。[116]
- 三部門聯合實施「全國縣級以下英雄烈士紀念設施整修工程」。[117]
- 重慶忠縣一輛汽車被山洪沖走，造成4人死亡、2人失蹤。[118]

## 8月24日
- 國家教材委員會印發指南，要求把習近平新時代中國特色社會主義思想全面納入各級各類學校課程教材。[119]
- 國務院總理李克強簽署國務院令，公佈《中華人民共和國市場主體登記管理條例》。[120]
- 河北、湖南、安徽等地近期相繼發生以各種手段組織、接送、利誘民衆跨區到外地接種疫苗的現象，有地方當局嚴厲打擊。[121]
- 公安部部長趙克志同巴基斯坦總理國家安全顧問優素福視頻通話，敦促巴方查清達蘇恐襲案事實真相，追究和嚴懲肇事兇手。[122]
- 就1998年戒毒人員吳江華在戒毒所被毆打後死亡一案，貴州大方縣法院一審判決畢節市公安局七星關分局賠償被害者家屬200餘萬元。[123]
- 一網民發帖稱曾於2019年2月遭電視節目主持人錢楓強姦，報警後被警方以證據不足爲由拒絕立案，上海警方核查後維持不予立案的決定。[124]
- 大连商品交易所通过数字人民币形式向大连良运集团储运有限公司交割仓库支付仓储费，实现了数字人民币在期货市场的首次应用[125][126]。

## 8月25日
- 北京市教育「雙減」工作新聞發布會宣布將在新學期大比例促進幹部教師輪崗交流。[127]
- 就美國媒體稱美國總統拜登已閱讀了情報部門提交的2019冠狀病毒病溯源調查報告，外交部宣稱其不可能是一份基於事實和科學方法的科學報告，而是為了推卸美國自身抗疫失敗責任、向中國甩鍋推責，是一份栽贓報告、政治報告。[128][129]
- 廣東省人民政府省長馬興瑞以視頻形式會見泰國工業部部長素里亞，就「粵港澳大灣區與泰國東部經濟走廊戰略對接與合作」進行交流。[130]
- 22時許，廣西河池市宜州區一綜合市場倉庫發生火災，翌日1時許撲滅。[131]

## 8月26日
- 晚間開始，趙薇、鄭爽、霍尊和高曉松幾位藝人的微博超話都被關閉，與其相關的作品也先後下架；同期，林心如影視工作室註銷。[132]
- 中共中央宣傳部稱，黨的十八大以來，已有90多萬名黨員出黨。[133]
- 中央巡視組原副組長董宏在青島市中級人民法院一審被控受賄超4.6億元。[134]
- 最高人民法院、人力資源社會保障部聯合發布《勞動人事爭議典型案例（第二批）》，涉及10個案例，其中1宗明確指出「996工作制」違法。[135][136]
- 中國國際電視台（CGTN）因涉及在2016年及2019年播出銅鑼灣書店瑞典籍書商桂民海、英國駐港總領館前職員鄭文傑「認罪」片段，被英國通訊管理局以違反公平和私隱為由罰款20萬英鎊。[137]
- 国务院办公厅同意广东、香港、澳门承办2025年第十五届全国运动会。[138]
- 上海警方對「劇本殺」「密室逃脫」等新業態場所開展全面走訪排查，即時消除安全隱患130餘處，責令11家場所停業整頓。[139]
- 安徽阜陽發生一起交通事故，造成6人死亡。[140]
- 7時38分，甘肅酒泉市阿克塞縣發生5.5級地震，震源深度15千米。[141]

## 8月27日
- 上海市稅務局就鄭爽偷逃稅案件對鄭爽追繳稅款、加收滯納金並處罰款共計2.99億元，該案舉報人之一張恆同被立案調查；國家廣電總局同日宣布禁止未來再邀請鄭爽參與製作節目。[142]
- 中共中央網信辦進一步加強「飯圈」亂象治理，要求取消所有明星藝人榜單、嚴禁呈現互撕信息等[143]。網信辦同日宣布對歪曲解讀經濟政策、唱衰金融市場的財經類「自媒體」進行專項整治，微信、抖音次日相繼響應[144]。
- 中共黨媒光明日報刊文宣稱「『娘炮形象』等畸形審美必須遏制」，批評中國明星仿效日韓「花美男」衣著妖艷、雌雄難辨，指要多管齊下「從根本上扭轉這股畸形審美風氣」。[145][146]
- 外交部就阿富汗喀布爾機場發生爆炸造成重大人員傷亡一事，予以強烈譴責。[147]
- 中國互聯網絡信息中心在北京發布報告，顯示中國網民規模突破10億大關。[148]
- 重慶智飛生物發布公告稱其子公司研發的重組蛋白2019冠狀病毒病疫苗Ⅲ期臨床試驗結果，顯示對Delta變異株的保護力爲77.54%。[149]
- 中共中央網信辦周五發布《互聯網信息服務算法推薦管理規定》徵求意見稿，對數字科技企業算法的使用提出更嚴格的限制。[150][151]
- 教育部就開學疫情防控工作召開記者會，堅決叫停地方把學生是否注射疫苗、家長是否注射疫苗，作為能否返校的條件。[152][153]
- 福建詔安發生一起交通事故，造成5人死亡、2人受傷。[154]
- 16時許，遼寧大連開發區標誌性建築凱旋國際大廈發生火災，事故導致大連地鐵金馬路站封站[155]。同日大連火車站旁一批發市場失火，導致大連地鐵3號線部分路段雙向停駛[156]。

## 8月28日
- 財政部原部長金人慶因在北京市海淀區的家中失火受傷，搶救無效死亡，享年77歲。[157]
- 雲南省宣布即將於2021年12月31日停止辦理《獨生子女父母光榮證》。[158][159]
- 下午，廣東廣州番禺區發生一起持刀傷人案，造成3人受傷，嫌犯被警方開槍擊傷當場控制。[160]

## 8月29日
- 中國多家官媒集中轉發一篇自媒體評論文章《每個人都能感受到，一場深刻的變革正在進行！》，文中指中國官方近期在各個領域的一系列整治動作是一場「深刻變革」，並稱阻擋這場變革的「將被拋棄」。[161][162]
- 北京地铁1号线和八通线贯通运营。[163]
- 據內地網絡消息及《衛報》報導，上海大學發出內部通告，要求校內各學院列出LGBT學生的名單，並調查他們的政治傾向與心理狀況。[164][165]
- 一些明确表态反感肖戰的新浪微博账号被站方以“放大矛盾、攻击诋毁媒体、谩骂明星”为由禁言[166]。

## 8月30日
- 國家新聞出版署發布通知，規定所有網絡遊戲企業僅可在週五、週六、週日和法定節假日每日20時至21時向未成年人提供1小時服務，自2021年9月1日起施行。[167]
- 教育部發布關於加強義務教育學校考試管理的通知，禁止小學一二年級進行紙筆考試，考試結果不排名、不公佈，不得具有甄別選拔功能。[168][169]
- 西安地鐵一名女乘客因發生爭執被保安員強制拖拽下車導致衣不蔽體，引發廣泛關注。警方指出，保安員工作方法簡單粗暴但尚不構成違法犯罪，責令停職。[170]
- 教育部印發《中小學少數民族文字教材管理辦法》，就進一步加強中小學少數民族文字教材管理，切實提高教材建設水平進行部署。[171][172]
- 據《彭博新聞》報導，阿里巴巴集團解僱了10名員工，因為他們公開了一名女同事對一名前經理的性侵指控。[173]

## 8月31日
- 涉嫌受賄罪並於2019年5月外逃職務的中國中鐵原黨委副書記周孟波在境外落網並被遣返回中國。[174]
- 雲南邵通一輛載有2名幼童的轎車在停車場起火，孩童父親多次施救未果，2名幼童均不幸遇難。[175]